# Begonia coccinea
Begonia coccinea là một loài thực vật có hoa trong họ Thu hải đường. Loài này được Hook. mô tả khoa học đầu tiên năm 1843.

## Hình ảnh

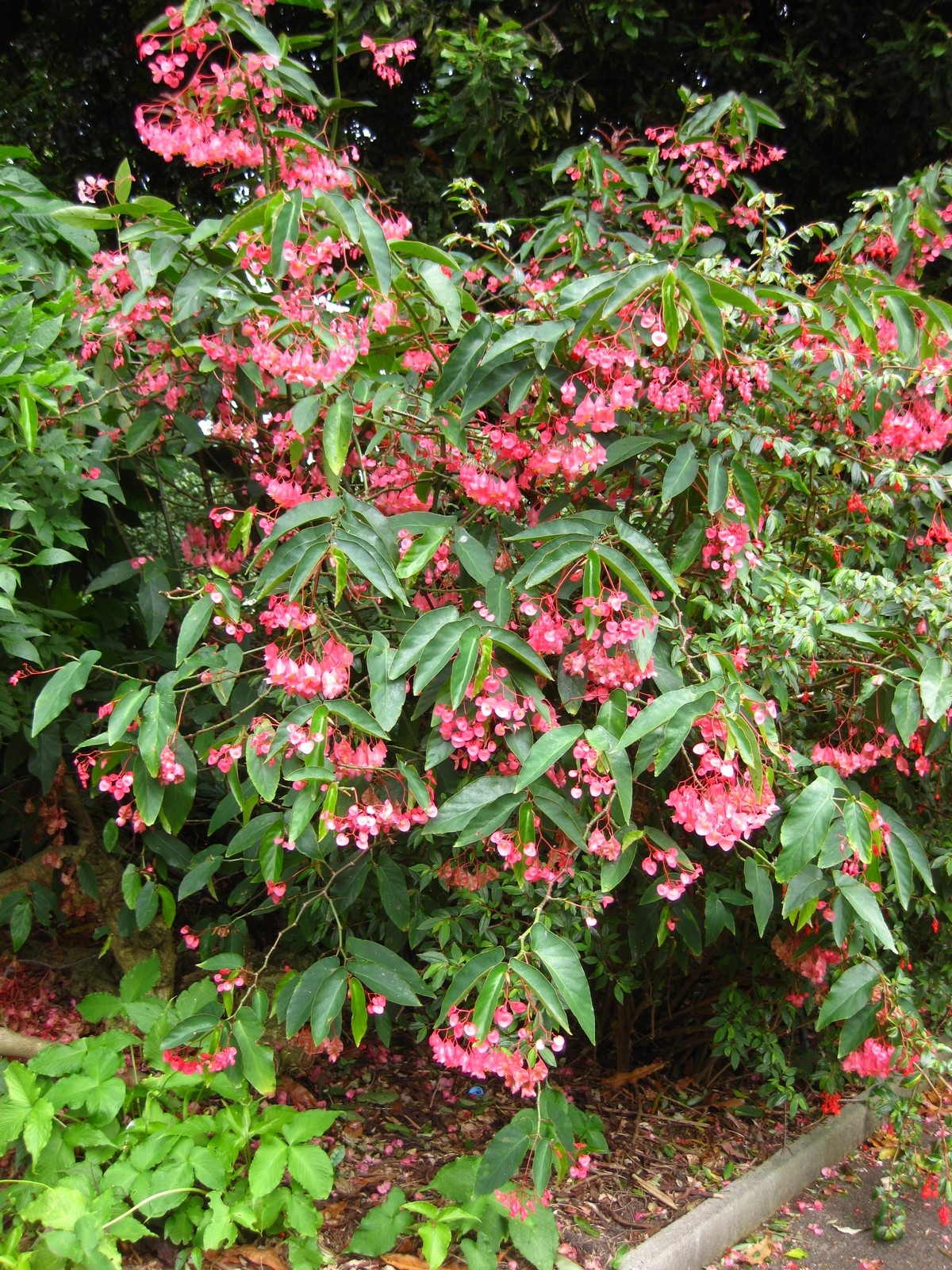
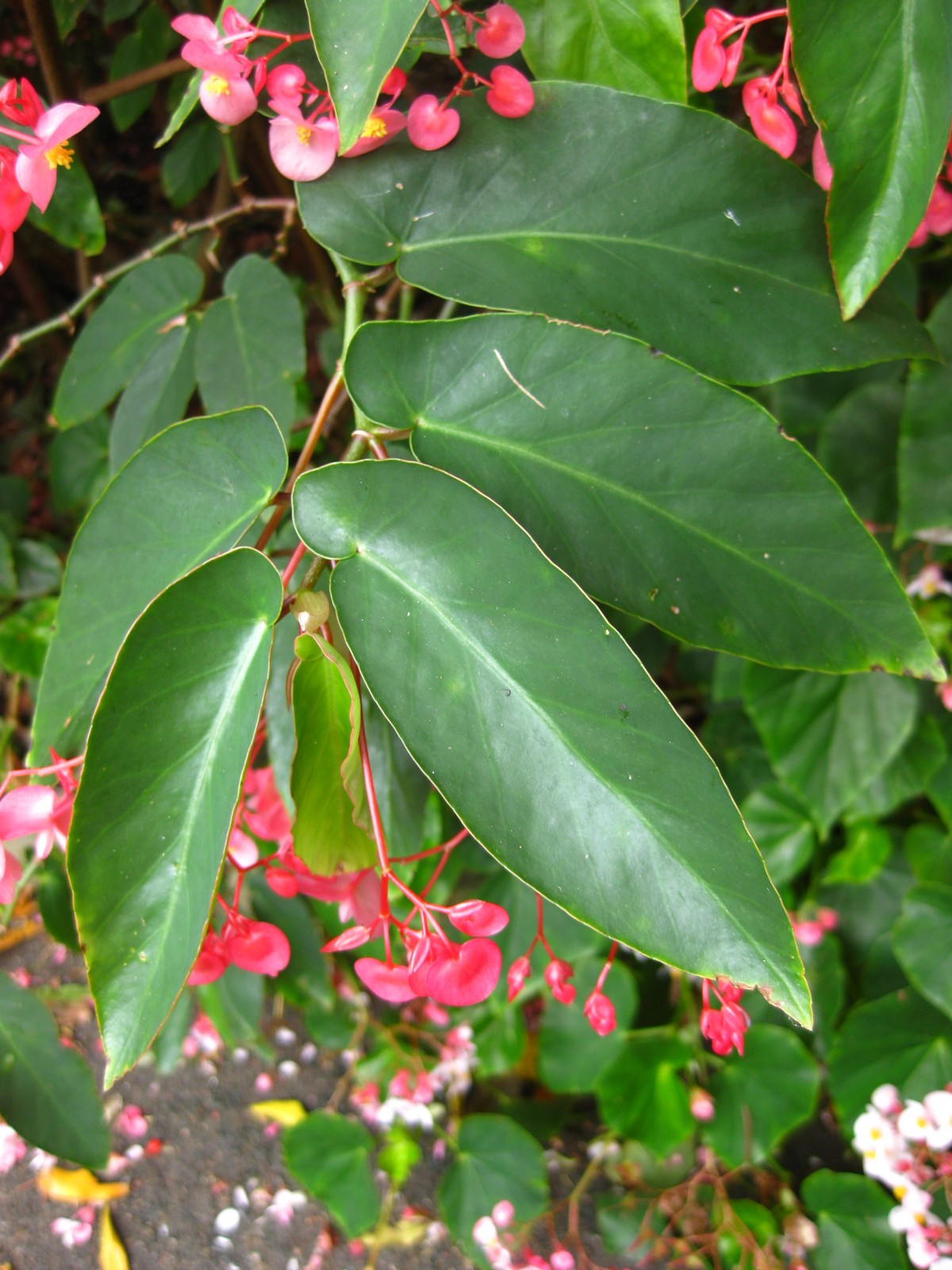
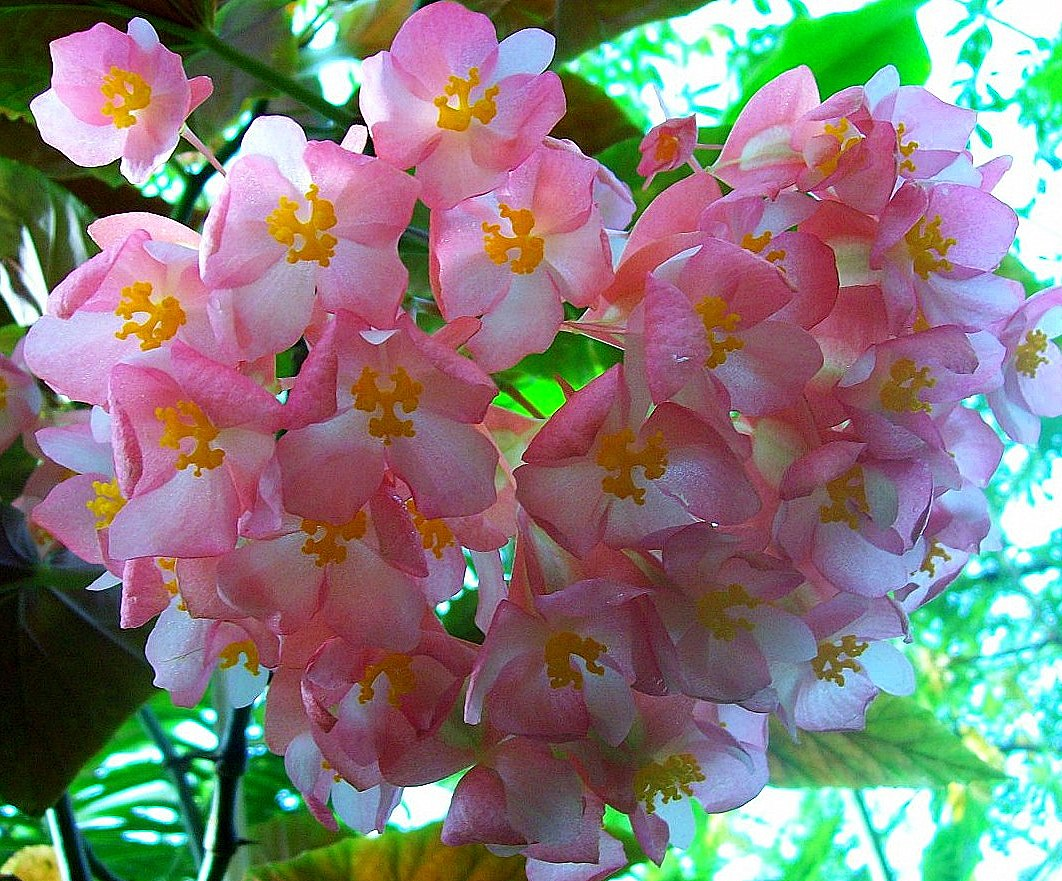
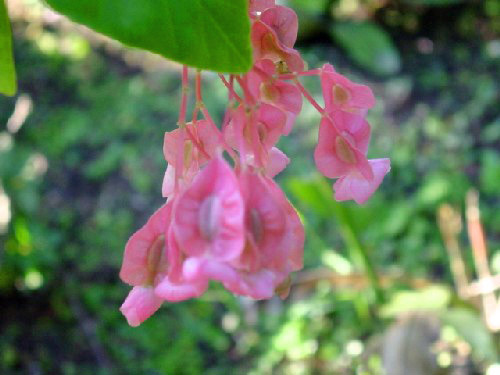